# Lufeng
Pour les articles homonymes, voir Lufeng (homonymie).
Lufeng (Chinois simplifié : 陆丰市 ; pinyin : Lùfēng shì) est une ville de la province chinoise du Guangdong. C'est une ville-district placée sous la juridiction de la ville-préfecture de Shanwei.

## Démographie
La population du district était de 407 088 habitants en 1999.